# Route der Industriekultur per Rad

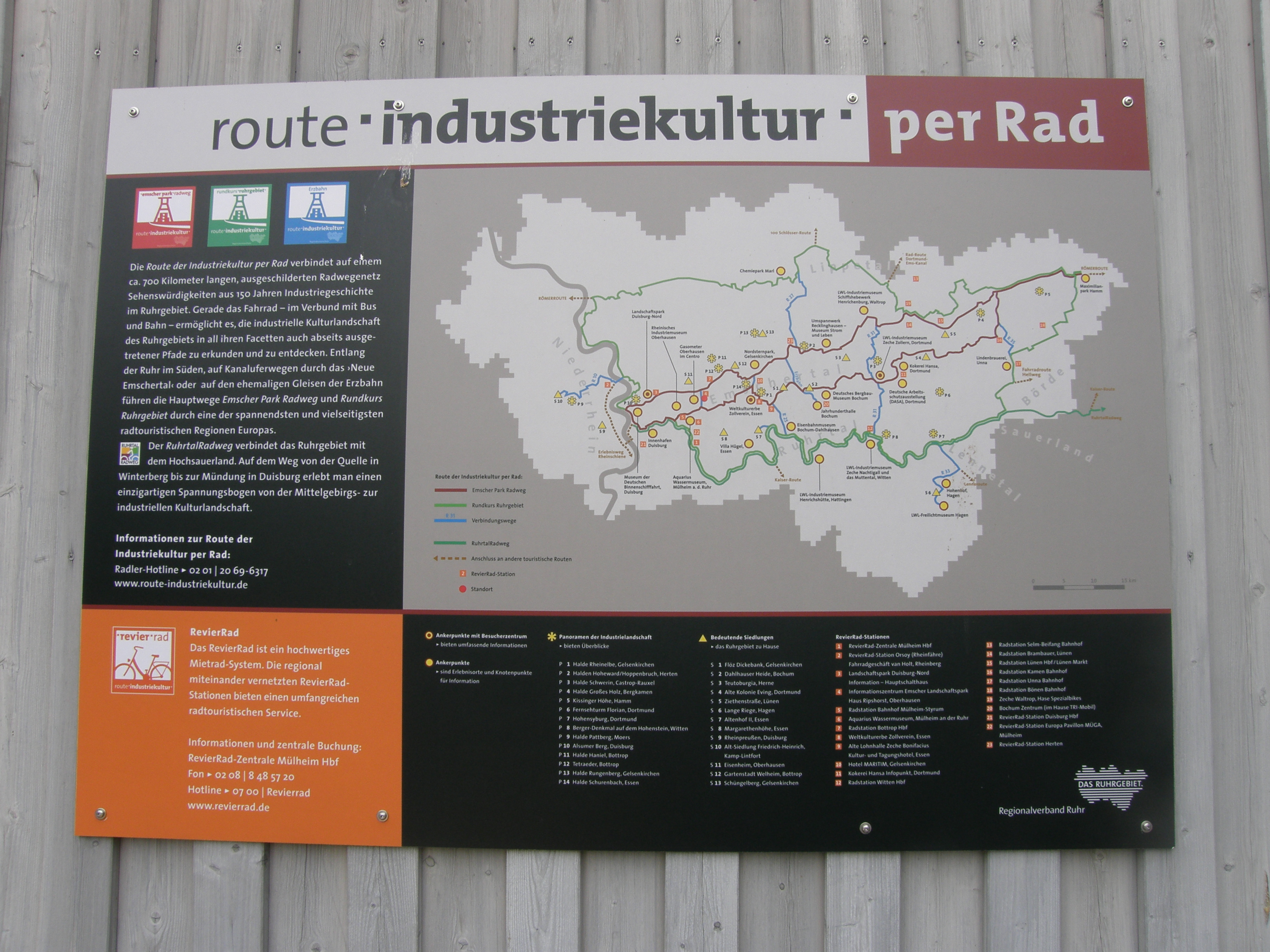
Informationsschild am Haus Ripshorst

Route der Industriekultur per Rad ist ein Netzwerk von Radwegen mit insgesamt etwa 700 km Länge, mit denen die Sehenswürdigkeiten der Route der Industriekultur für Radfahrer erschlossen werden.
Den Kern des Radwegenetzes bilden die beiden Fernradwege Emscher Park Radweg (225 km lang, im Inneren des Ruhrgebiets) und Rundkurs Ruhrgebiet (350 km lang, am äußeren Rand des Ruhrgebiets). Letzterer verläuft im Süden auf weiten Strecken identisch mit dem Ruhrtal-Radweg. Ergänzt werden die Fernradwege durch ausgeschilderte Verbindungen, den sogenannten R-Wegen (z. B. R10, R27, R31) und weiteren Radwegen wie der HOAG-Trasse, Erzbahn oder dem Grünen Pfad. Das Wegenetz führt meist über Wald-, Wirtschafts- und Uferwege, über ehemaligen Bahntrassen sowie verkehrsarme Straßen. Steigungen differieren je nach Lage im Ruhrgebiet stark, von praktisch Null an den Kanälen über sehr geringe an den Bahntrassen bis hin zu starken am Rande des Sauerlandes. Der höchste Punkt liegt bei 195 Meter. Insgesamt weist das Höhenprofil einen Unterschied von über 800 Metern über die komplette Distanz aus. Stahlwerke, Zechen und Arbeitersiedlungen erzählen quasi im Vorbeifahren die Geschichte der Industrialisierung. Ankerpunkte wie das UNESCO-Welterbe Zollverein oder der Gasometer Oberhausen sind ebenso Sehenswürdigkeiten entlang der Strecke wie kleine Relikte am Wegesrand.
Anschluss besteht im Norden an die Römerroute, die 100-Schlösser-Route, die Radroute am Dortmund-Ems-Kanal, im Osten an die Hellweg-Route, im Süden an die Kaiser-Route und die Lenneroute  sowie im Westen an den Rheinradweg.
Ausführliches Kartenmaterial mit Einzelbeschreibungen der Streckenabschnitte und der Attraktionen ist im Buchhandel und im Besucherzentrum auf der Zeche Zollverein in Essen zu erhalten. Betreiber des Radwegenetzes ist der Regionalverband Ruhr. Er stellt auch GPS-Tracks zu den Hauptstrecken zur Verfügung.